# 2022년 6월 아프가니스탄 지진
2022년 6월 아프가니스탄 지진은 2022년 6월 22일 아프가니스탄 시간(UTC+04:30) 기준 오전 1시 24분(UTC 기준 6월 21일 20:54) 아프가니스탄과 파키스탄의 국경인 듀랜드 라인 바로 앞에서 일어난 모멘트 규모 Mw 6.2의 지진이다. 미국 지질조사국(USGS)에 따르면 지진의 수정 모멘트 규모는 Mwb 5.9이며 진원 깊이는 10 km이다. 본 지진의 진동은 진앙으로부터 500 km 떨어진 인도 일부, 파키스탄의 수도 이슬라마바드, 펀자브주 동부, 이란 동부 등에서도 느낄 수 있었으며 지진의 영향을 받은 인구는 약 1억 1,900만명에 달한다.
최소 1,500명이 사망하고 2,000명 이상이 부상을 입는 등 2022년 지진 중 가장 사망자가 많은 지진이다. 25개 이상의 마을이 큰 피해를 입었으며 수백 채의 건물이 붕괴되었다. 산사태가 일어나기 쉬운 지형에 목재와 진흙으로 만들어 내진 설계가 전혀 되어 있지 않은 주택이 많은 인구 밀집 지역 바로 아래 얉은 깊이에서 지진이 일어나 규모에 비해 피해가 매우 컸다.

## 배경
아프가니스탄에서는 지난 10년간 7,000명 이상이 지진으로 사망하였으며 한 해 평균 560명이 지진으로 사망하였다. 2015년 10월 힌두쿠시 지진에서는 규모 M7.5의 지진으로 아프가니스탄과 이웃한 파키스탄에서 200명 이상의 사망자가 발생하기도 했다. 2008년에는 파키스탄 서부에서 규모 M6.4의 지진이 발생해 166명이 사망하고 몇몇 마을이 산사태로 그대로 파괴되기도 하였다. 그에 앞서 2002년과 1998년에도 아프가니스탄에 대지진이 일어나 각각 천여 명과 약 4,700명이 사망하였다.

### 지질학적 특성
아프가니스탄 국토의 대부분은 유라시아판 내부의 넓은 변성 지대에 속해 있다. 아프가니스탄의 지진 활동은 서쪽으로는 아라비아판이 섭입하는 영향을 받으며 동쪽으로는 인도판의 사교성 섭입의 영향을 받는다. 인도판의 주요 히말라야 역단층을 따라 발생하는 섭입의 속도는 39 mm/yr 이상으로 추정된다. 판의 상호작용으로 인한 이동은 지각 속 얉은 지점에서 빈발하는 지진 활동과 연관성이 있다. 판이 침강하면서 발생하는 지진은 아프가니스탄 국토 지하 깊이 300 km 지점까지 관측된다. 유라시아판과 인도판 사이 변환 단층 경계를 형성하는 차만 단층은 아프가니스탄 내에서 천발지진을 일으키는 주요 변환 단층이다. 이번 2022년 6월 지진이 발생한 구역은 충상단층(스러스트 단층)과 주향이동단층의 이동으로 발생하는 지진이 대부분이다.

## 지진
이번 지진은 얉은 깊이에서 일어난 주향이동단층형 지진이다. USGS는 초기에 51 km 깊이에서 일어난 규모 M6.1의 지진이라 측정했지만 이후 10 km 깊이에서 일어난 규모 Mwb5.9 - Mww6.0 의 지진이라고 수정하였다. 미국 지질조사국(USGS)는 동북쪽을 주향으로 한 좌수향 단층 혹은 서북쪽을 주향으로 한 우수향 단층의 지진이라고 분석하였다. GEOSCOPE 관측소는 6 km 깊이에서 규모 Mw6.2의 지진이 일어났다고 측정했고 두 가지 진원기구를 제시하였다. 하나는 남-서남-북-동북을 주향으로 하고 70°의 서-서북 경사를 가진 좌수향 단층에서 일어났다고 분석했다. 다른 하나는 서-서북-동-동남을 주향으로 하고 거의 수직인 경사를 가진 우수향 단층에서 일어났다고 분석했다. 유럽-지중해 지진 센터(EMSC)는 이번 지진의 규모를 Mw5.9라고 추정하였다. 또한 지구 중심 모멘트 텐서에서는 15.1 km 깊이에서 일어난 규모 Mw6.2의 지진으로 측정하였다. 인도 국립 지진학 센터는 진원 깊이 10 km, 규모 M6.1로 측정했다.
이번 본진은 북와지리스탄-반누 충상단층에서 발생했다. InSAR 데이터로 추론할 경우 지진의 단층 파열 과정은 복잡하게 일어났다. 동북쪽에서 서남쪽으로 주향을 가진 단층면에서 단층 파열이 시작되어 바깥쪽으로 분기하는 3개의 2차 단층면에서 단층 파열이 촉발되었다. 최대 1.2 km 깊이에서 2 m의 단층 미끄러짐이 발생했으며 단층선을 따라 10 km ×8 km 영역에서 단층 파열이 집중적으로 발생했다. 1차로 파열이 일어난 단층은 주향이동단층형 지진이었고 3개의 2차 단층은 충상단층 혹은 변위가 있는 사교단층으로 파악되었다. 단층 파열은 진원에서 동북-서남쪽을 축선으로 15 km 뻗어나갔다. 최대 78.4 cm 폭의 표면 파열도 발생했다.

### 지진의 진도

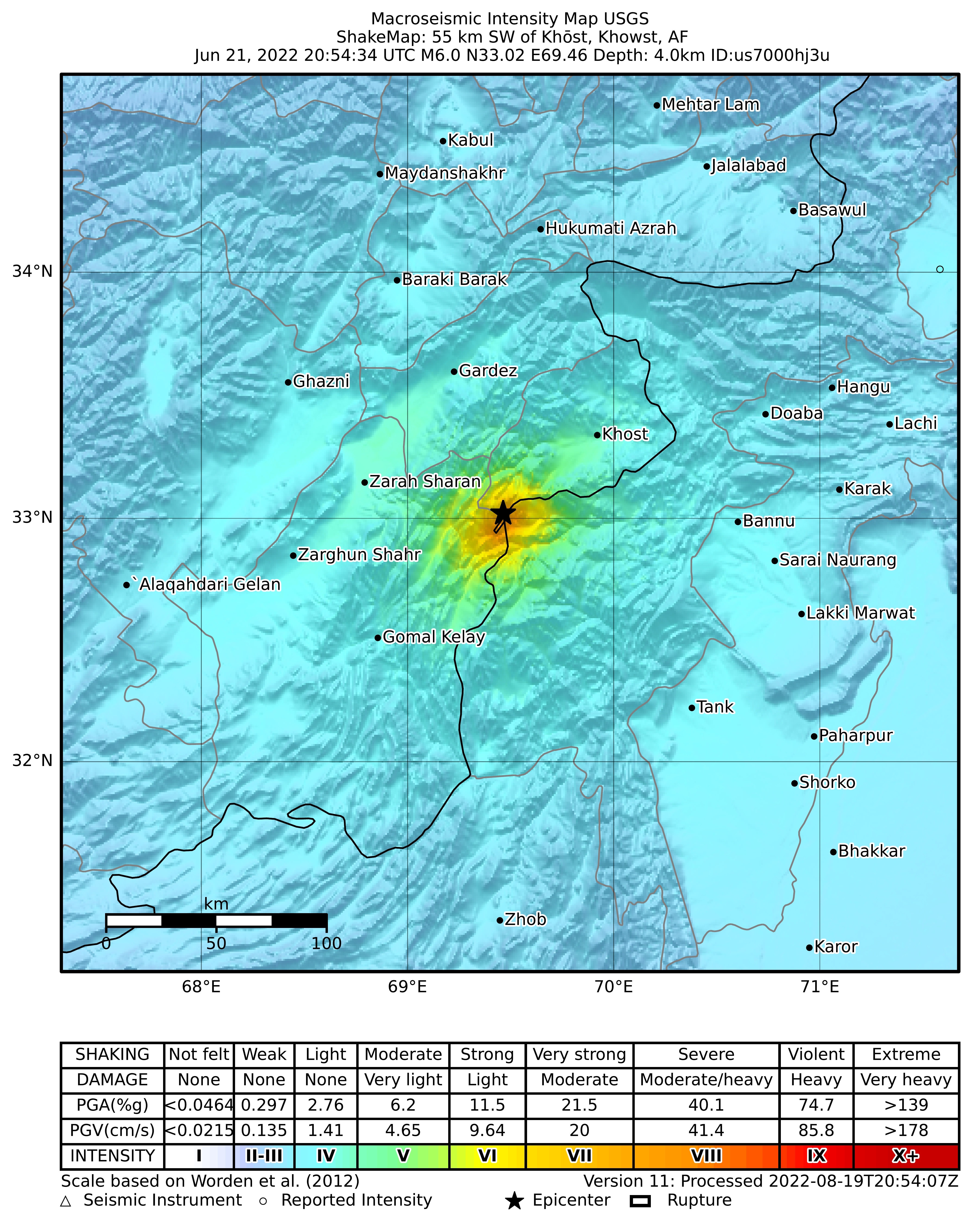
미국 지질조사국이 조사한 이번 지진의 각 지역별 진도를 그린 진도도

수정 메르칼리 진도 계급 기준 미국 지질조사국은 이번 지진의 최대진도를 VIII라고 추정했다. USGS의 PAGER 서비스에 따르면 지진으로 인한 사망자가 100명에서 1,000명 사이일 확률이 35%로 측정되었다. 또한 PAGER에서는 지진의 영향이 광범위하게 퍼질 수 있다고 추정했다. 진도 VIII를 느낀 사람은 13,000명에 달하며, 진도 VII를 느낀 사람은 3만명이 넘었다. 팍티카주의 가얀구에서 진도 VII의 진동이 감지되었으며 바르말구에서는 진도 V~VI의 진동이 느껴졌다. 점토 벽돌로 지어진 주택의 피해 상태와 마을 주민들이 보고한 지진 영향 평가에 따르면 단층이 파열된 지역 주변의 최대진도는 VIII~IX로 추정된다.

### 여진
본진 1시간 후 본진 진앙에서 남쪽으로 약 6 km 떨어진 곳에서 규모 M4.5의 여진이 발생했다. 6월 24일에는 규모 M4.2의 또 다른 지진이 발생했다. 이 여진으로 아프가니스탄 팍티카에서 5명이 사망하고 11명이 부상을 입었다. 가장 큰 규모의 여진은 7월 18일 팍티카주 제로크구에서 발생한 규모 Mw5.1의 지진이다. 7시간 후 이전 지진의 남쪽 지역에서 규모 M4.3의 여진이 발생했다. M5.1의 여진으로 최소 44명이 부상을 입었으며 이전 지진으로 피해를 입었던 주택 600채가 파괴되었다. 아프가니스탄 재난관리부 대변인은 밤에 발생했던 본진과 달리 여진은 한낮에 발생해 사상자가 더욱 적을 것으로 예상된다고 말했다. 주정부 대변인인 모함마드 아민 후자이파는 팍티카주에서 30차례 이상의 지진이 느껴졌다고 말했다. 8월 22일에는 규모 M4.6의 여진이 35.9 km 깊이에서 발생해 스테르기얀에서 여러 채의 주택이 파손되었다. 8월 23일에는 규모 M4.6의 여진이 발생해 이전에 가얀 지구에서 본진으로 피해를 입었던 여러 주택이 붕괴되었다.

## 피해

### 아프가니스탄
이번 지진으로 최소 1,500명이 사망하고 2,000명 이상이 부상을 입었다고 확인되었다. 이는 2002년 힌두쿠시 지진 이후 아프가니스탄에서 20년만에 가장 인명 피해가 큰 지진이다. 내진 설계를 고려하지 않은 부실한 건축 관습과 약한 건축 자재가 사망자가 많아지는 원인이 되었다. USGS의 한 지진학자는 건물이 지진의 흔들림을 견디도록 설계되지 않은 상태에서 인구 밀도가 높고 산사태 위험이 높은 지역에 진원 깊이가 매우 얉은 지진이 일어나 파괴적인 규모의 피해를 입었다고 말했다. 한 자선 단체의 수장은 지진이 의료 시설과 매우 거리가 먼 지역에서 일어났고 대부분의 사람들이 집에서 잠을 자는 한밤중에 일어났기 때문에 사망자 수는 더욱 늘어날 것이라고 말했다.
25개 이상의 마을이 파괴되었다. 학교, 병원, 주택, 모스크 등이 붕괴되었다. 1,000명이 넘는 사망자 중 381명이 팍티야주에서 나왔다. 하지만 이 수치가 정부에서 확인된 수치인지, 확인되지 않은 사망자가 추가로 존재하는지는 확인되지 않았다. 한 마을의 경우 가족 17명이 살던 집이 그대로 붕괴되어 단 1명만이 살아남은 경우도 있었다. 팍티카주의 가얀구에서는 구 내 주택의 70%가 넘는 대략 1,800채의 주택이 붕괴되었다. 호스트주에서는 600채가 넘는 주택이 파괴되었다. 가장 큰 피해를 입은 가얀구의 한 마을의 경우 5명의 환자를 수용할 수 있는 의원이 큰 피해를 입었다. 건물에 입원했던 500명의 환자 중 200명이 사망하였고 많은 주민이 땅에 묻힌 채 실종되었다. 부상자가 헬리콥터를 통해 공수되어 외부로 탈출했으며 의료 전문가들은 피해 지역에 진통제와 항생제가 부족하다고 말했다.
호스트주의 스페라구에서는 주민 40명이 사망하고 95명이 부상을 입었다. 지진으로 총 500채의 가옥이 붕괴되었다. 부상자들은 병원으로 후송되었다. 대부분의 집이 나무와 진흙으로 만들어져 지진이 일어나자 전부 초토화되었다. 집을 잃은 생존자들은 야외에서 잠을 청해야 했으며 예측할 수 없는 환경으로 큰 문제가 일어났다. 그 외에도 가족의 집이나 다른 이웃 주민의 집에 얹혀서 임시로 사는 경우도 많았다.
지진 직후 바흐타르 뉴스 통신은 팍티야주에서 100명, 낭가르하르주에서 5명, 호스트주에서 25명 등 총 280명이 사망했다고 보도했다. 그와 함께 최소 600명 이상이 부상을 입었다고 보도하였다. 죽은 사람들의 시체는 밤새 길거리에 방치되었다. 탈레반 관계자들은 추가적인 참사를 막기 위해 구호 단체에게 구호 물자를 보내달라고 요청하였다. 피해를 입은 지역에서 여러 채의 아파트가 붕괴되었다. 바흐타르 통신 국장은 팍티야주에서 최소 90채의 가옥이 붕괴되었다고 트위터를 통해 밝혔다. 또한 산사태도 일어나 호스트주의 여러 주택이 붕괴되거나 매몰되었다.
한편 탈레반 정부는 지진 발생 이틀만에 구호 활동을 중단하였다.

### 파키스탄
이번 지진은 파키스탄에도 영향을 미쳐 파키스탄에서는 2015년 10월 힌두쿠시 지진 이후 가장 사망자가 많은 지진으로 기록되었다. 파키스탄 지역 언론사인 던 지의 보도에 따르면 파키스탄에서 최소 30명이 사망했다고 밝혔다. 북와지리스탄구의 한 마을에서는 산사태로 마을 전체가 매몰되어 10명이 사망하고 25명이 부상을 입는 등 총 600명이 피해를 입었다. 부상자도 보고되어 북와지리스탄구와 남와지리스탄구의 병원은 지진 부상자를 받기 위해 긴급하게 정리되기도 하였다. 그 외에도 카이베르파크툰크와주 라키마르와트 다라페즈 마을에서 한 집의 지붕이 내려앉아 1명이 사망하였다. 지진 이후 폭우의 영향으로 지붕이 붕괴에 또 1명이 더 사망하였다. 북와지리스탄구의 다타카이헬에서는 검문소가 붕괴되어 군인 1명이 사망하고 2명이 부상을 입었다. 어도비와 같이 진흙으로 지어진 주택도 큰 피해를 입었다. 이슬라마바드와 페샤와르에서는 지진의 흔들림이 느껴져 주민들이 공포에 떨었다. 본 지진은 펀자브주에서도 감지되었다.

## 여파
노숙자는 야외에서 피난처를 찾았다. 예측할 수 없는 기상 조건으로 많은 사람들에게 피난처가 급히 필요했다. 가족이나 다른 이웃이 대신 살 집을 초대시켜주는 경우도 있었다. 케어 인터네셔널 직원은 부상자 대부분이 두부외상, 골절 및 수많은 부상을 입은 상태라고 밝혔다. 또한 부상을 입은 임산부들은 유산할 위험에 처해 있는 경우가 많다고 말했다. 세이브 더 칠드런에서는 어린이 118,000명 이상이 피해를 입었으며 65명이 고아가 되었다고 발표했다.
생존자들은 잔해에 갇힌 사람을 구하기 위해 손으로 잔해를 파헤쳤다. 팍티카주의 한 부족 지도자는 많은 생존자들과 구조대원이 피해자를 돌보기 위해 서두르는 중이라고 밝혔다. 일부 생존자는 무너진 잔해 안에 갇혔다. 다른 사람들을 돕기 위해 지역 사업체들도 대부분 영업을 중단했다. 지역 병원은 자원 부족으로 환자 이송을 거부했다. 부상당한 여러 주민들이 마을 밖으로 공수되었다. 의료진들은 진통제와 항생제가 부족한 상태라고 밝혔다. 부상을 입은 많은 환자들도 병원으로 이송되던 도중 사망했으며 도로가 손상되어 병원 이송이 더욱 지연되었다.
병원, 진료소, 의료센터를 포함한 의료 시설의 85%가 파괴되었거나 축소 운영되었다. 부상자 중 일부는 치료를 위해 카불이나 가즈니로 이송되었다. 피해 지역의 많은 병원은 과중한 업무를 맡았으나 카불의 병원에는 환자 유입이 적었다. 심각하게 손상된 도로과 최악의 피해를 입은 지역과 카불 사이 177 km가 넘는 거리로 인해 이송된 환자수는 매우 적었다. 수도에 있는 많은 병원은 더 많은 환자를 처리할 수 있었다. 하지만 카불의 다우드 칸 군사병원의 경우 헬리콥터를 통해 이송된 환자가 5명에 불과했다. 와지르 악바르 칸 병원의 경우 이송받은 환자가 없었다. 팍티카주의 주도인 샤란에서는 치료를 위해 75명이 이송되었다. 하지만 병원에는 72개 침상만 있었고 이 중에서도 이미 다른 질병을 앓고 있던 환자를 치료하고 있었다. 중상자는 병원 내 자원이 부족해 다른 병원으로 이송되어 치료를 받았다. 마을 인근에선 사망자를 묻기 위한 집단무덤을 만들었다. 일부 지역에선 장비 부족으로 주민들이 시신을 묻을 수 없었다.
유엔은 피해 지역의 콜레라 유행을 우려했다. 8월 7일 호스트주의 스페라구에서 400건 이상의 콜레라 발병이 발생했다. 이 중 어린이 5명과 성인 3명 등 최소 8명이 사망했다. 관료는 감염자 대부분이 어린이와 여성이라고 밝혔다. 주 보건국장은 40개 이상 기동보건팀이 콜레라 발병에 대응중이라고 밝혔다.

## 반응

### 아프가니스탄 국내 반응

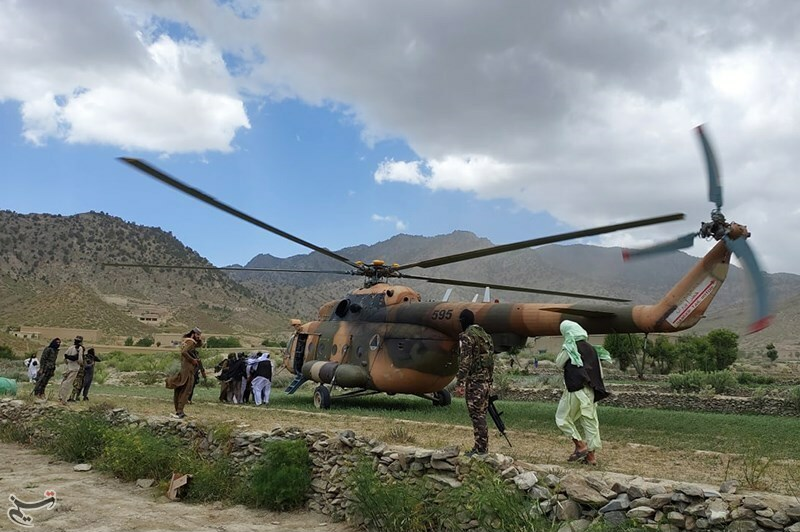
헬리콥터를 통해 피해 지역에 도착한 구조팀

아프가니스탄 정부는 구조 작업을 시작했고 아프간 국방부가 제공한 헬기를 통해 구조팀이 배치되었다. 팍티카주에선 많은 사람들이 잔해 아래에 깔렸다고 보고되었다. 폭우, 산사태와 함께 마을 대부분이 외딴 지역에 있어 구조 활동이 어려움을 겪었다. 아프간 관료는 복구 및 구조가 계속 이루어지면서 사망자수가 증가할 것으로 예측했다.
아프가니스탄 최고 지도자 하이바툴라 아훈드자다는 아프가니스탄 국가재난관리청과 각 주지사에게 "가능한 한 피해 지역으로 빨리 달려가라"고 지시하고 국제 사회에 인도적 지원을 요청했다. 아프가니스탄의 총리대행인 모함마드 하산 아훈드는 피해 주민의 구호를 위해 10억 아프가니스탄 아프가니(1억 1,300만 달러 상당)을 할당했다고 밝혔다. 또한 피해 지역으로 향하는 구호품 운송을 허가했다. 아프간 적십월사는 피해 주민을 위한 담요, 텐트, 주방기구 등을 조달했다.
부상당한 많은 주민이 헬리콥터를 통해 피해지에서 외부로 공수되었다. 6월 22일 제203만수리군단은 팍티카주에서 100여명을 공수해 주립병원으로 이송했다고 밝혔다. 국방부는 피해 지역에 헬리콥터 7기가 배치되었다고 말했다. 또한 헬리콥터를 통해 피해 지역으로 의약품과 식량을 전달했다.
이탈리아의 의료 및 구급단체인 에메르젠키는 피해 지역에 구급차 7대와 구급요원을 파견했다. UN OCHA의 긴급 업데이트문에서 130명이 넘는 부상자가 4곳의 병원으로 이송되었다고 밝혔다. 아프간 국방부는 헬리콥터 5기가 팍티카주에서 피난 활동에 참여 중이라고 밝혔다. 의료부대도 가야구에 파견되었다. 유니세프는 보건 및 영양 관련 요원으로 구성된 팀을 가얀, 바르말, 팍티카, 스페라, 호스트주 지역에 파견한다고 밝혔다. 케어 인터네셔널은 이동식 의료기동대와 응급처치 담당 의료 전문가를 파견했다.
원조가 지속적으로 들어오고 분배됨에도 많은 생존자에겐 식량과 피난처가 충분하지 않았다. 열약한 통신 환경과 좋은 도로가 부족해 구호품 배급이 지연되었다. 도로 일부는 지진과 강우로 발생한 산사태로 손상되었따. 또한 열약한 인터넷 환경으로 정부는 갱신된 상황을 발표하는 데도 어려움을 겪었다. 이재민 생존자는 구호품 분배가 늦어지면서 피난처, 물, 식량 없이 방치되었다. 밤새 거리에 시신이 쌓여갔다. 지진 발생 수 일 후에도 일부 마을은 보급품 분배 문제로 여전히 지원을 기다리고 있었다.
탈레반은 6월 22일까지 수색 및 구조 임무가 90% 완료되었다고 발표했다. 팍티카주 주지사는 6월 23일 구조 임무가 40시간만에 종료되었다고 발표했다. 구조 임무가 종료된 이유에 대한 별 다른 설명은 없었다. 지진 발생 이틀 후에는 탈레반이 기자 회견을 열지 않았다. 탈레반 대변인은 팍티카주에서 잔해 아래 추가 시신이 발견되지 않았다고 말했다.
재난관리부 대변인은 의료품이 부족한 상태라고 밝혔다. 7월 말 아프가니스탄 산업통상부는 9개 민간 기업이 제공한 240톤의 식량을 배급했다고 발표했다.

### 파키스탄 국내 반응
미란샤흐의 파키스탄군 소식통은 부상자들이 국경을 넘어 이송되어 의료 절차를 수행해 줄 계획이 있다고 발표했다. 아프가니스탄에서 사망한 파키스탄인 30명의 시신은 고국이었던 파키스탄으로 이송되었다. 이들은 2014년 군사 작전 도중 파키스탄에서 도망친 사람들이었다.
6월 25일 파키스탄 보건부는 북와지리스탄, 데라이스마일칸구, 반누구의 지역 병원에 비상사태를 선포했다. 키베르파크툰흐와 총독은 병원 직원이 아프가니스탄에서 온 중상자를 치료하기 위해 휴가를 반납했다고 말했다. 파키스탄의 트럭도 의료 장비와 중요 의약품을 운송하기 위해 아프가니스탄으로 건너갔다. 1122의무대 의료 전문가 70명으로 구성된 팀이 수술과 집중치료실 지원을 위해 피해 지역에 배치되었다. 호스트 국제공항에서 경상자들이 의료 캠프에서 치료를 받았다. 중상자들은 파키스탄의 와지리스탄으로 이송되어 치료를 받았다. 아프가니스탄에서 최소 14명의 부상자가 치료를 위해 파키스탄으로 이송되었다. 파키스탄의 의사 60명 이상이 부상자 치료를 돕기 위해 자원했다. 키베르파크툰흐와에서 공부하는 아프간인 의대생들도 자원에 관심을 표했다.

### 국제적 반응
탈레반이 정권을 장악하기 이전 아프가니스탄의 긴급구조대는 재난에 대처하는 데 많은 어려움을 겪었다. 기존 정부가 붕괴된 후 많은 국제 구호단체가 아프가니스탄을 떠나 구조 활동은 더디게 이루어질 것으로 예상했다. 아프가니스탄은 지진 발생 당시 홍수와 경제 위기에 직면에 큰 문제를 겪었다. 탈레반의 정권 장악 이후 많은 국가들이 특히 은행 부문을 중심으로 제재를 가해 국제 사회를 통한 지원이 매우 어려워졌다.
파키스탄에서는 총리 셰바즈 샤리프의 명령에 따라 6월 22일 밤 트럭이 국경을 넘어 아프가니스탄으로 의약품, 대피물품, 담요 및 기타 구호품을 가져올 예정이었다. 6월 23일부터 총 13대의 트럭이 아프가니스탄 내 이재민을 위한 텐트, 방수포, 담요, 의약품 등을 포함한 구호물자를 운반했다. 아자드 카슈미르의 총리인 무함마드 탄베르 일랴스 칸은 1억 루피를 지원하겠다고 발표했다. 파키스탄-아프가니스탄 협력 포럼의 합의에 따라 트럭 2대가 식량 배급을 위해 굴람칸에서 아프가니스탄으로 이동했다.
인도 외무부는 인도가 "아프가니스탄 국민과 연대"하고 있으며 "즉각적인 구호 지원을 제공하기 위해 굳건히 헌신하고 있다"고 말했다. 또한 텐트, 침낭, 담요 등의 27톤 가량의 물자를 긴급 구호 지원 목적으로 두 차례 보냈다. 재난에 관한 유엔 안전 보장 이사회 브리핑에서 인도는 애도를 표하고 지원을 약속했으나 "자금 전용 및 제재 면제를 오용할 가능성"에 대해서도 경고했다. 인도 기술진도 인도적 지원 분배를 지원하기 위해 카불로 향했다.
기하라 세이지 일본 관방부장관은 일본 정부가 구호 활동을 조정할 계획이 있다고 밝혔다. 일본 정부는 3백만 달러 가량의 긴급 지원을 약속하고 피해 지역에 구호품을 제공했다. 또한 아프가니스탄의 농경 발전을 위한 1,400만 달러 규모의 지원을 약속했다. 대한민국 외교부는 1백만 달러 가량의 인도적 지원을 제공하겠다고 밝혔다. 싱가포르 적십자사는 5만 달러의 기금을 제공했다. 싱가포르 외교부도 5만 달러를 기부하겠다고 밝혔다. 대만 외교부는 주택 재건을 위한 자금 1백만 달러를 기부하겠다고 밝혔다. 또한 외교부는 재난의 성격과 물리적인 거리의 어려움으로 구조 요원이 직접 가 구조 및 복구 활동에 참여하지는 않을 것이라고 밝혔다.
오스트레일리아 내 아프간 공동체는 소셜 미디어를 통한 자금 기부를 호소했다. 호소 후 몇 시간 안에 5천 호주 달러 가량이 모금되었다. 오스트레일리아 주재 아프가니스탄 대사인 와히둘라흐 와이시는 호주 정부에게 "관대하게 기부해달라"고 요청했다. 호주 정부는 500만 호주 달러를 기부하겠다고 밝혔다. 오스트레일리아의 외교부 장관인 페니 웡은 이 자금이 2021년 9월부터 아프가니스탄에 기부를 약속한 1억 4천만 호주 달러의 일부라고 밝혔다.
이란 국적 항공기 2기가 기부할 식량, 텐트, 카펫 등을 싣고 호스트 국제공항에 도착했다. 다음 날에는 세 번째 항공기가 인도적 지원을 싣고 카불로 비행했다. 이란 적신월사 수장은 피해 주민에게 구호, 의료 지원 및 구조 활동을 제공할 준비가 되었다고 밝혔다.
아랍에미리트에서는 대통령 무함마드 빈 자이드 알나흐얀의 지시에 따라 30톤 가량의 구호 물자를 지원했다. 7월 3일 아랍에미리트는 추가로 16톤 가량의 의료 장비를 제공했다. 항공기 3기를 통해 1,000 m3 크기의 야전병원, 75개 병상과 2개 수술실을 호스트 국제공항으로 보냈다.
중화인민공화국 외교부도 피해에 애도를 표하고 아프가니스탄으로 지원을 보낼 준비가 되었다고 말했다. 또한 750만 달러 규모의 원조와 텐트, 수건, 침대를 약속했다. 또한 외교부는 희생자를 위해 750만 달러 상당의 인도적 구호를 제공하겠다고 밝혔다. 시안 Y-20 수송기 6기를 통해 6월 28일 카불에 105톤 규모의 인도적 지원을 전달했다. 아프가니스탄 주재 중국 대사는 중국 항공기 7기가 물품을 전달할 것이라고 밝혔다. 또한 대사는 물품 18톤과 20만 달러를 아프가니스탄 적십월사에 전달했다고 밝혔다.
영국 정부는 즉각적인 인명 구조 지원을 위해 250만 파운드를 제공하겠다고 밝혔다. 투르크메니스탄에서 20톤 가량의 식량과 의약품을 전달했다. 또한 우즈베키스탄에서 추가로 74톤의 지원을 제공했다. 또한 파키스탄의 록히드 AC-130과 카타르의 민항기가 호스트 국제공항에 도착해 원조를 제공했다. 카타르 항공기는 알우델드 공군 기지에서 13톤의 원조를 제공했다. 이스라에이드도 중요한 의약품을 지원하겠다고 발표했다. 헝가리 외무장관은 헝가리 정부와 헝가리 에큐메니칼 자선단체가 1만달러 규모의 원조를 제공하겠다고 밝혔다. OCHA에 따르면 오스트리아 정부는 "탈레반의 오용을 방지"하기 위해 원조 단체에 7백만 유로의 원조를 제공하겠다고 밝혔다.

#### 미국의 반응
미국의 국가안보보좌관인 제이크 설리번은 미국이 아프가니스탄 국민을 지원하기 위해 최선을 다하겠다고 밝혔다. 조 바이든 미국 대통령은 미국 국제개발처(USAID) 및 기타 연방 관련 파트너를 임명해 대응 옵션을 평가했다. 6월 22일 미국 국무부 대변인인 네드 프라이스는 미국은 언제나 지원을 논할 수 있다고 밝혔다.
탈레반은 미국에게 해외 자산 동결을 해제하고 금융 제재를 완화에 복구 과정을 빠르게 해달라고 지속적으로 요구했다. 2022년 2월 조 바이든 대통령은 아프가니스탄의 미국 내 70억 달러 규모 자산 중 절반을 동결 해제하라는 행정명령을 발표했다.
6월 28일 미국 국제개발처는 생존자들에게 직면한 문제를 해결하기 위해 5,500만 달러 규모의 즉각적인 인도적 구호가 제공될 것이라고 밝혔다. USAID의 지원은 생존자들에게 기본적인 필요를 제공하고 열약한 위생으로 인한 질병 확산을 막기 위해 이루어졌다. 지원 자금으로 2021년 8월 이후 미국이 아프가니스탄에 지원한 전체적인 인도적 지원 규모가 7억 7,400만 달러가 넘었다. 6월 29일 미국 정부 관료와 탈레반이 인도주의적, 경제적 위기를 논의하기 위한 회담을 가졌다. 또한 아프가니스탄의 동결된 해외 자산 문제에 대해서도 논의했다. 회담에는 아프가니스탄의 외무장관인 아미르 칸 무타키와 기타 관료 대표들이 참석했다. 토마스 웨스트 미국 특사와 미국 재무부 관료들이 카타르 도하에서 열린 회담에 참석했다.
2022년 8월 조 바이든 정부는 미국 내 아프가니스탄 은행이 보유한 동결 자금의 동결 해제를 발표했다. 하지만 이후 카불 중심지에서 알카에다의 지도자 아이만 알자와히리의 사살 사건 후 탈레반과의 회담은 국제 안보상의 이유로 무산되었다. 다수의 저명 국제 경제학자 및 학계 전문가는 "외환보유고에 접근하지 못하면 아프가니스탄 중앙은행이 정상적이며 필수적인 기능을 수행할 수 없다"며 미국과 기타 국가에서 동결된 90억 달러 규모의 아프가니스탄 중앙은행 자산의 동결을 해제해 달라고 요구했다.

#### 국제 조직의 반응
세계 보건 기구(WHO)는 보급된 10톤 가량의 의료품 비축량을 통해 5,400건의 수술을 할 수 있다고 밝혔다. WHO는 팍티카주에 트라우마 치료팀이 심리 상담을 제공하고 있다고 밝혔다. 6월 28일 카불로 25톤의 물자가 날아갔으며 최대 40만명의 수요를 해결할 것으로 추정했다. 유엔은 36만명이 넘는 이재민을 지원하기 위해 1억 1,030만 달러어치의 지원이 필요하다고 호소했다. 지원금의 절반 이상은 이재민에게 긴급 대피소와 식량 외 보급품을 제공하는 데 사용되었다. 나머지 3,500만 달러는 식료품과 필수 의약품에 할당되었다. WHO는 두바이에 있는 허브에서 40만명이 넘는 사람을 위한 25톤의 의약품을 추가로 배송했다. WHO는 팍티카주, 호스트주, 팍티야주와 가즈니 지방의 6개 병원을 지원했다. 유엔난민기구(UNHCR)은 피해자들에게 텐트, 시트, 담요를 배포했다고 밝혔다.
세계 식량 계획(WFP)은 약 14,000명에 달하는 사람에게 식량을 제공했고 추가로 1만톤의 밀을 원조했다. 유엔은 외상 치료실, 쉼터, 식량 외 필수품, 식량, 물, 위생 용품 등을 배포했다고 밝혔다. 유엔 관계자는 현 조직으로는 수색 및 구조 작업을 수행할 능력이 없다고 밝혔다. 단체는 아프가니스탄에 있는 튀르키예 대사관에 임무 수행을 지원해 달라고 공식적으로 요청했다. 즉각적인 대응 비용은 1,500만 달러로 추정되었다. 콜레라 발병을 예방하기 위한 준비도 이루어졌다. 유엔난민기구는 임시 캠프에 거주하는 11,000명의 피해자를 위해 2천채 이상의 주택을 건설하겠다고 약속했다.
유엔 안전 보장 이사회의 6월 23일 회의에서 구호 책임자 마틴 그리피스는 탈레반이 원조 물자 수송을 방해하고 있다고 말했다. 유엔에 따르면 아프가니스탄의 은행 체계가 취한 위험 제거 조치 때문에 수백만 달러의 원조자금이 이체가 막혔다고 밝혔다. 유엔은 경제적 문제에 대처하고 탈레반 지도자로 자금이 몰리는 일을 피하기 위해 원조한 달러를 직접 현지 통화로 환전하는 체계를 구축하기 시작했다. 중앙 비상 대응 기금은 천만 달러를 이에 할당했다.
유럽 연합은 아프가니스탄의 긴급한 요구를 해결하기 위해 1백만 유로 규모의 긴급 지원을 주겠다고 발표했다. 구호 자금은 유럽 내에서 활동이 활발한 인도주의 단체에 지원하겠다고 발표했다. 크리스천 에이드는 생존자를 돕기 위해 10만 파운드 규모의 지원을 제공했다. 또한 이 단체는 500~700가구에 직접 미화 100달러를 지원했다고 밝혔다.
튀르키예 적신월사는 500가구에 식량꾸러미를 제공했다. 또한 적신월사는 대만 외교부와 협력해 "피해자에게 즉각적인 구호를 제공하고 인도주의적 관심의 정신을 이어가고 있다". 이 단체는 복구 계획의 일환으로 주택과 교육 시설 재건도 이루어지고 있다고 밝혔다. 튀르키예의 NGO IHH는 팍티카주에서 1,560명의 생존자들에게 식량과 담요, 텐트를 배포했다. 몰타세르 인터네셔널은 긴급 구호를 위해 10만 유로를 지원했다.
6월 27일까지 거의 모든 피해 지역에 원조가 전달되었다. 아프가니스탄 적신월사의 부회장인 누루딘 투라비는 "식량 및 비식량 보급품 지원의 필요성이 현재는 많지 않다"고 말했다. 또한 그는 피해자들에게 충분한 자원이 제공되었다고 밝혔다. 적신월사는 장기적인 구호로 초점을 옮겼으며 이재민들이 기본적인 생필품을 구입하는 데 필요한 현금이 매우 중요하다고 말했다.
8월 UNHCR는 팍티카주의 기아얀과 바라말구, 호스트주의 스페라구에서 내진 주택 2,300채를 건설하는 1,400만 달러 규모의 프로젝트를 시작했다. 이 주택은 겨울철에도 적응할 수 있도록 설계되었다. 각 가정에는 태양 전지판과 부카리가 설치되었다. 바레인 왕립 인도주의 재단은 원조 규모를 늘리기 위해 유엔난민기구와 협약을 체결했다. 원조는 주택 건설 프로젝트에 집중되었다. 유엔 개발 계획도 지역 내 의료, 교육, 수도 시스템을 개선하기 위한 계획을 시작했다.
12월에는 텐트에 머물렀던 사람들이 팍티카에 새로 지어진 주택으로 이주했다. 현지 노동자들은 유엔의 지원을 받아 수백 채의 내진 주택을 건설했다. 유엔난민기구는 이 주택에 태양 전지판과 독립된 화장실, 극한의 겨울철을 위한 전통 히터가 설치되었다고 밝혔다. 겨울이 지나면 유엔난민기구는 지역에 학교 두 채와 진료소 한 채를 건설하기로 계획했다.

## 같이 보기
- 2022년 1월 아프가니스탄 지진 - 같은 해 1월에 일어났던 지진
- 아프가니스탄의 지진 목록
- 파키스탄의 지진 목록